# Ugajin
Ugajin (宇賀神) est le kami des moissons et de la fertilité dans la mythologie japonaise,. Ugajin est une divinité aussi bien masculine que féminine, souvent représentée avec un corps de serpent et une tête d'homme barbu, pour la variante masculine ou une tête de femme pour la variante féminine. Dans le bouddhisme Tendai, Ugajin est l'objet d'une fusion syncrétique avec la déesse bouddhique Benzaiten, aussi connue sous le nom « Uga Benzaiten » ou « Uga Benten ». La déesse porte parfois sur la tête une effigie d'Ugajin.

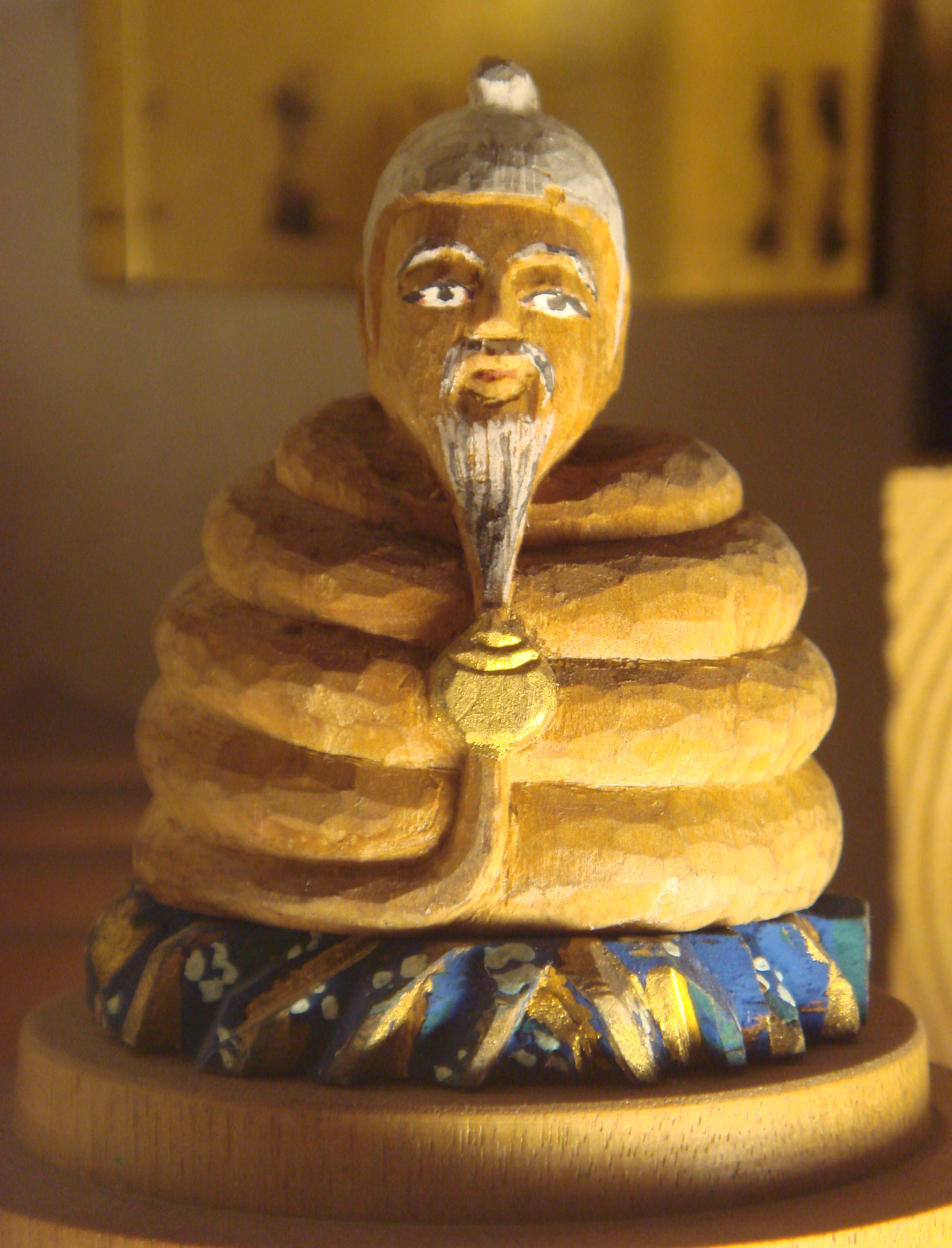
Ugajin (宇賀神), forme masculine.

Dans ce sens restreint, ce kami fait partie du panthéon bouddhiste japonais.

## Galerie d'images

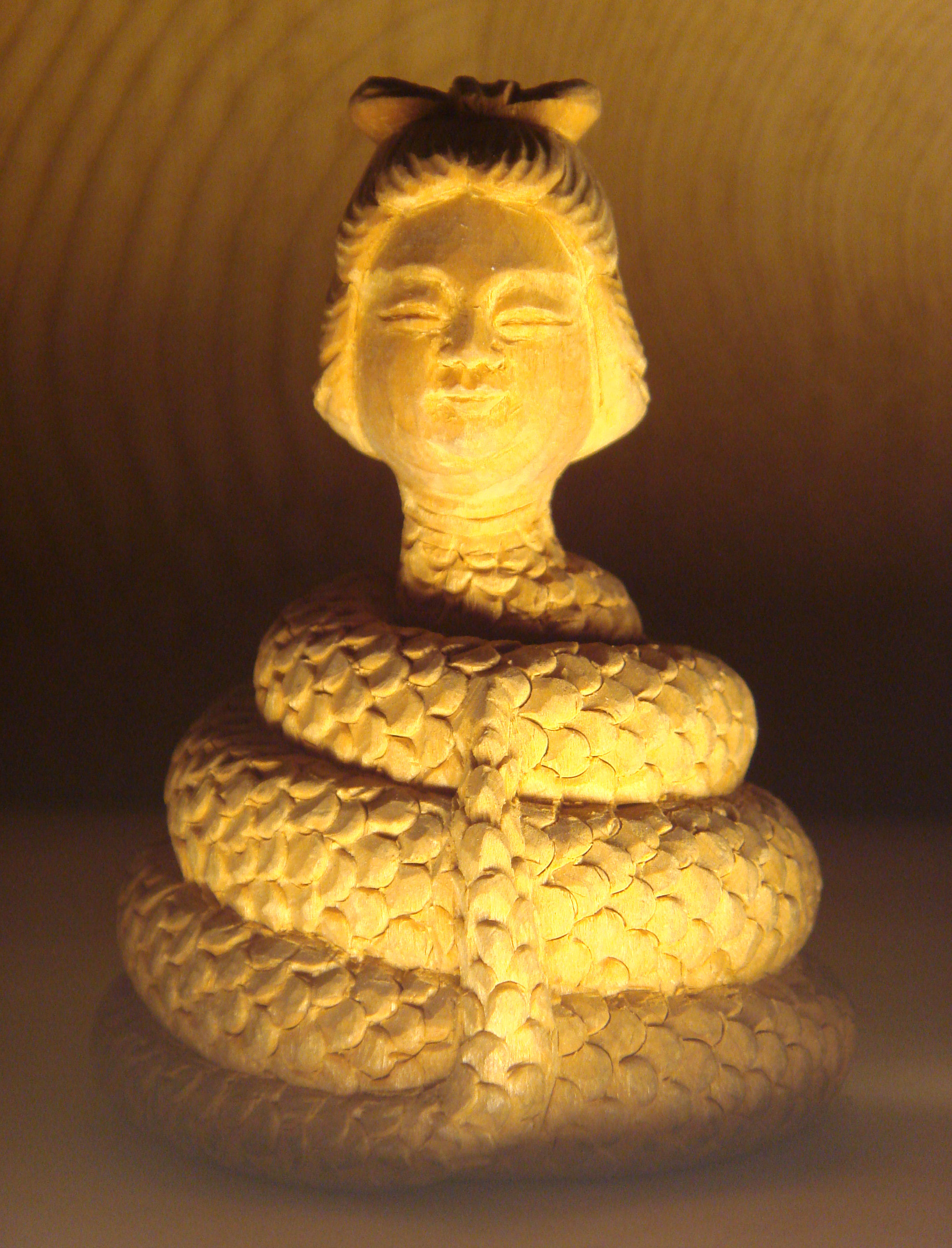
Forme féminine d'Ugajin.
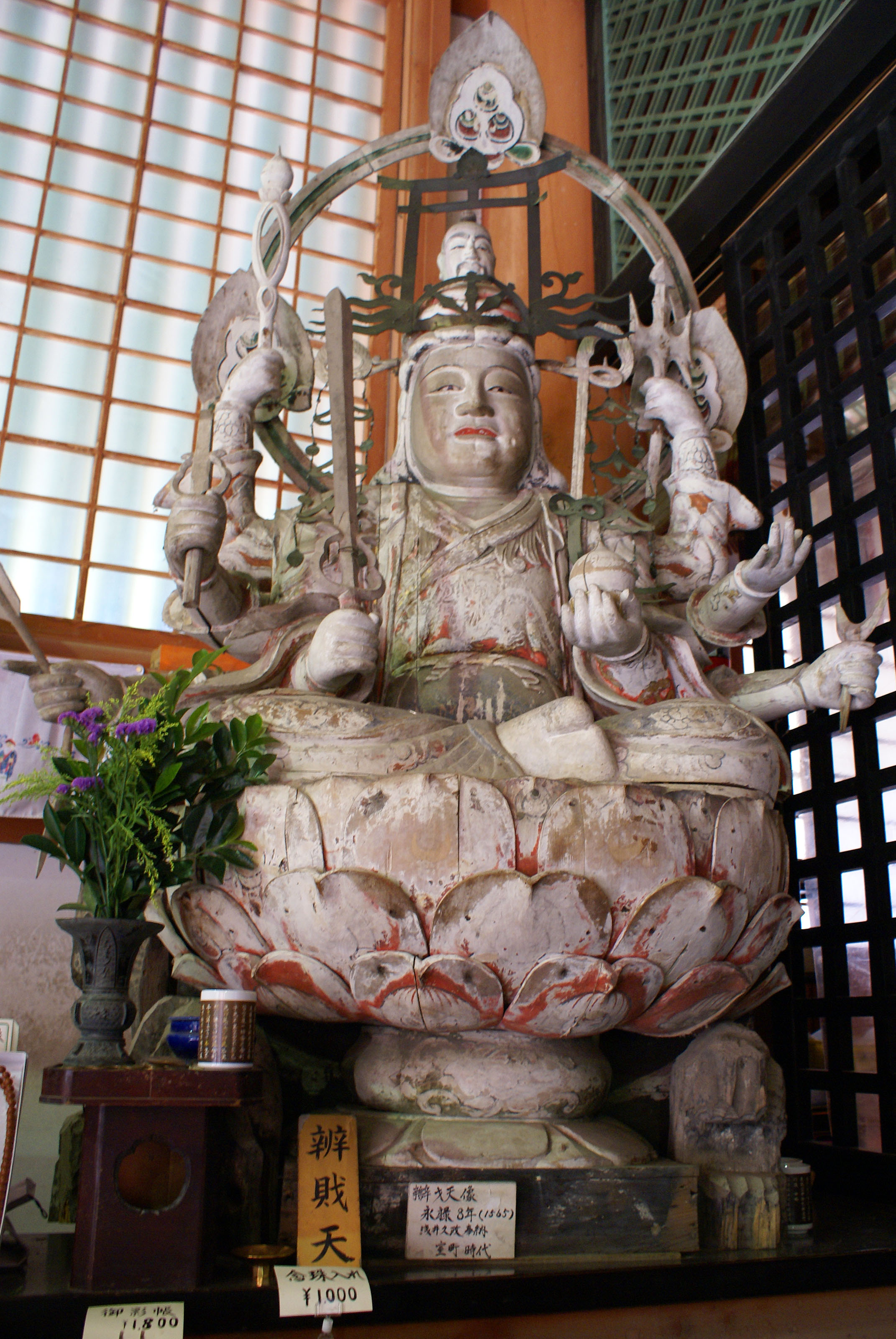
Statue de Benzaiten, un torii et Ugajin visibles sur sa tête.
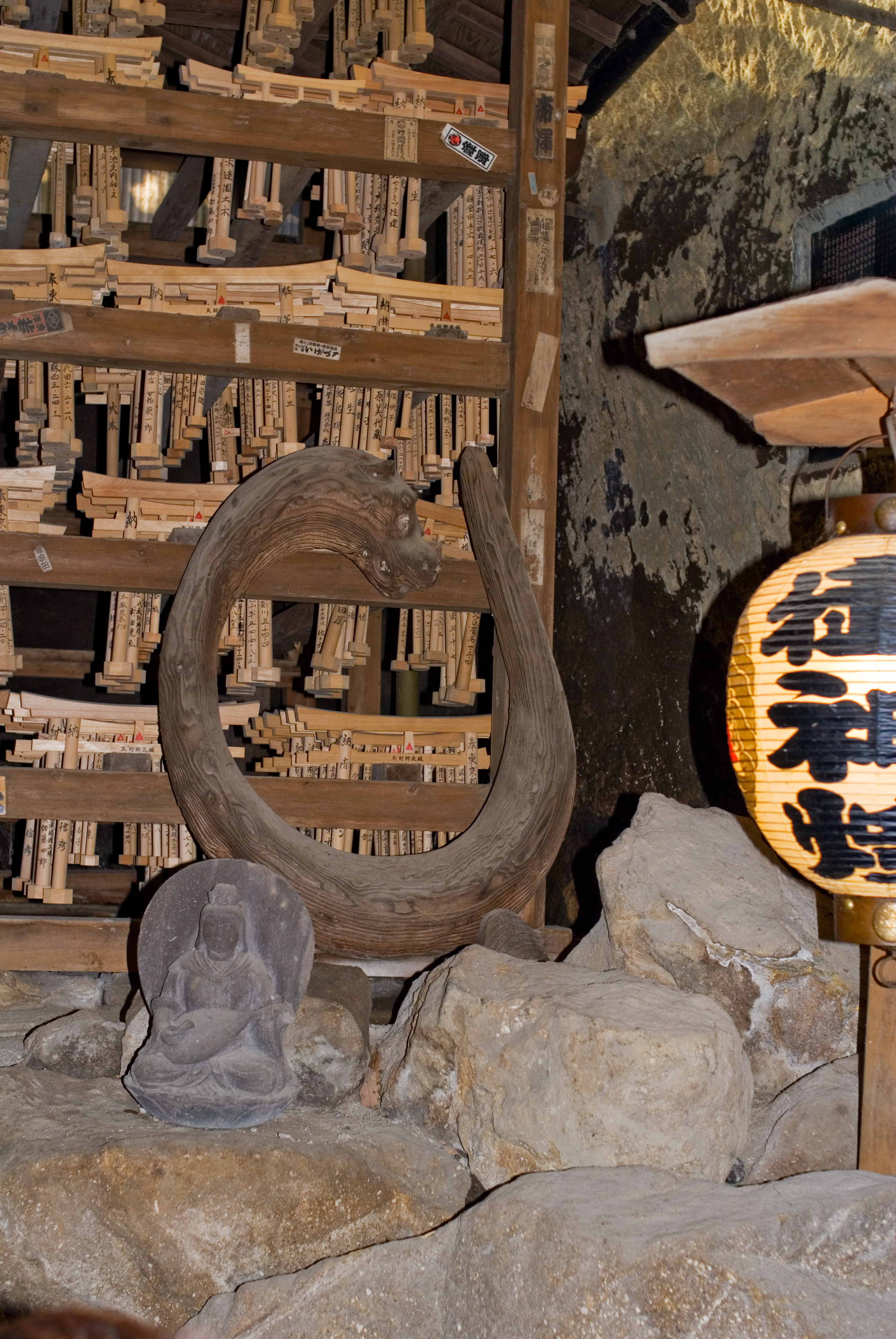
Serpent au Zeniarai Benzaiten Ugafuku-jinja.